# Emo (zene)

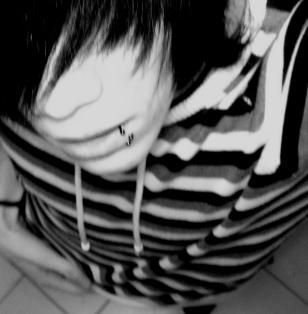

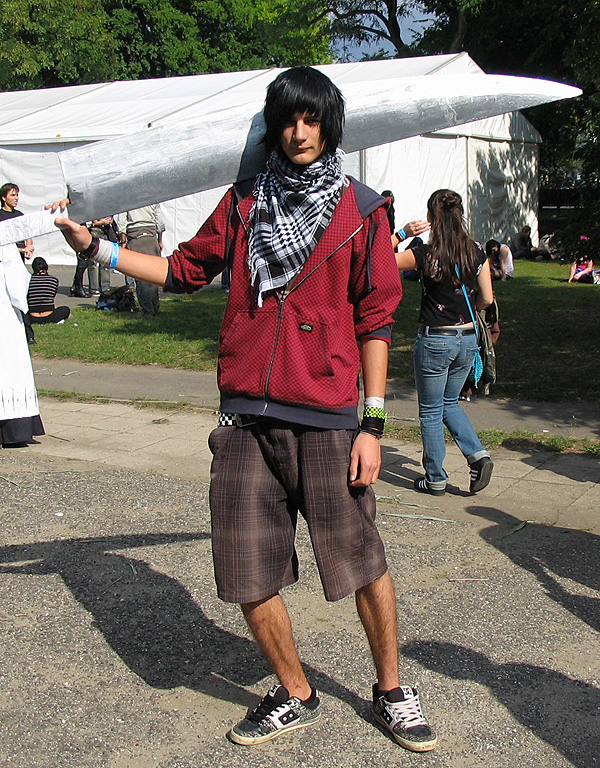
Az Emo stílus Magyarországon is népszerű.

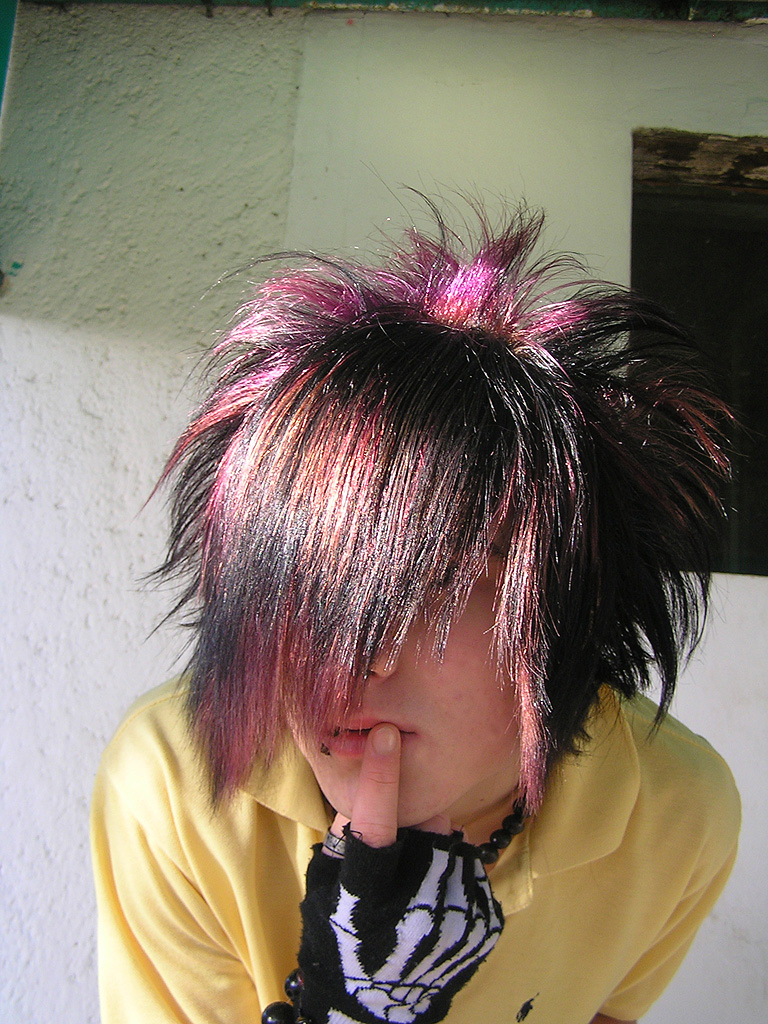

Az emo eredetileg a hardcore punk zene egyik ága. Az „emo” szócskát a kezdetektől fogva számos különböző jelentéssel alkalmazzák, amelyek között gyakorta csak a közös eredet az összekötő kapocs. A kifejezés használatának jogossága is számos vita tárgya volt már. Az "emo" szó az angol „emotional”, azaz érzelgős szóból ered.
Eredeti formájában az „emo” kifejezés az 1980-as évek közepén a washingtoni hardcore punk szcéna kezdett egyre inkább eldurvulni, ezért néhány együttes egy valamivel dallamosabb, kevésbé agresszív vonalat kezdett játszani, bár a hc hatásai még mindig erősen jelen voltak a zenéjükben. A későbbiek folyamán ugyanezt a színtért nevezték „emocore”-nak is, ez utóbbi az „emotional (érzelmes) hardcore” rövidítéseként szolgált. A korszak legfontosabb együttesei a Rites of Spring, Embrace, One Last Wish, Beefeater, Gray Matter, Fire Party, és valamivel később a Moss Icon. Az emo első hulláma az érintett együttesek többségének felbomlásával ért véget a korai 1990-es években.
A '90-es évek közepétől kezdve alkalmazták a szót az emo első hullámában feltűnt Fugazi együttes nyomdokait követő indie rockegyüttesekre is. Együttesek, például a Sunny Day Real Estate vagy a Texas Is the Reason az emo dallamosabb, kevésbé kaotikus oldalát mutatták meg, mint a korábbi generáció. Az ún. „indie-emo” színtér a '90-es évek végéig működött, amikor is több együttes feloszlott vagy más stílusra váltott.
Ahogy a megmaradt indie emo együtteseket felkapta a mainstream, újabb együttesek egyre populárisabb hangzást teremtettek, amelyre a popkultúra végül is rányomta az „emo” bélyeget. Amellett, ahogy az „emo” szó a múltban is együttesek változatos körét jelölte, a mai emoegyüttesek listája még bonyolultabb és összetettebb, ami a kifejezés zenei szakkifejezésként való használatát rendkívül megnehezíti. Némi támpontot adhat, hogy sokan használnak a nevük előtt és/vagy után x vagy xXx tagot, ami eredetileg (és még napjainkban is) a straight edge-hardcore vonal jelképe volt, bár mára ez már kikopott a köztudatból.

## Története

### Az első hullám (1985–1994)
1985-ben Washington városában (Washington, D.C.) Ian Mckaye és Guy Picciotto, a lassan megcsontosodó és az erőszak által egyre jobban elborított washingtoni hardcore szcéna veteránjai úgy döntöttek, hogy valami újba fognak. Mackaye együttese, az Embrace, és a Picciotto nevéhez fűződő Rites of Spring a hardcore-ra addig nem jellemző mértékben és módon voltak innovatívak, és az eredetileg a kulcsszereplők egyedi, személyes kísérletezgetésének induló stílus hamarosan saját, egyedi hangzással rendelkezett (a Hüsker Dü 1984-es Zen Arcade albumát gyakran emlegetik, mint az új hangzásra jelentős hatást kifejtő alkotást). A kísérletezés és az innováció megújult szellemének eredménye, hogy az 1985-ös nyár a szcénában "Forradalmi Nyár" néven híresült el.
Rövid időn belül a DC színtér emo hangzása más együttesekre is hatással volt, úgymint a Moss Icon, a Nation of Ulysses, a Dag Nasty, a Soulside, a Shudder To Think, a Fire Party, a Marginal Man, a Gray Matter, amelyek közül számosan jelentettek meg anyagot MacKaye Dischord Records-ában. A DC emo eredeti hulláma 1994-ben fejeződött be a Hoover együttes széthullásával
Nem tudjuk, hogy az emo kifejezést voltaképpen ki is használta először. Legkorábbi dokumentált megjelenésekor a Rites of Spring tagjai említették a Flipside Magazinnak adott 1985-ös interjújukban, hogy néhány rajongójuk ezt a kifejezést alkalmazza az együttes hangzásának leírására. A korai 90-es években mindenesetre nem volt szokatlan, hogy a washingtoni színtérre, mint emo-core-ra hivatkoztak. Az emo terminus emo-core-rá alakulásának ideje szintén bizonytalan.
Ahogy a washingtoni színtér nőtt, hasonló hangzással bíró és a DIY (Do-It-Yourself, konyhamagyarul Csináld Magad) etikát előtérbe helyező színterek jöttek létre. San Diegoban, a korai '90-es években a Gravity Records kiadott néhány hardcore emo anyagot. A korszak együttesei közt az alábbiakat találjuk: Heroin, Indian Summer, Drive Lik Jehu, Angel Hair, Antioch Arrow, Universal Order of Armageddon, Swing Kids, Mohinder. Kaliforniában az Enullition Records adott ki hasonszőrű együtteseket, így a Still Life-t és a Portraits of Past-ot, számos más klasszikus hácé együttes mellett. Az együttesek közti közös nevezőként változatos és számos szociális, illetve politikai téma említhető.
Ugyanebben az időben a New York/New Jersey területen olyan együttesek, mint a Native Nod, a Merel, a 1.6 Band, a Policy of 3, a Rye Coalitionés a Rorschach ugyanezt a lendületet érezték. Számos az előző együttesek közül kötődött a az ABC No Rio klub köréhez. Ez a mikroszíntér szembehelyezkedett a szcénán eluralkodó erőszakkal és a stagnálással, és a CBGB mellett egyedüliként biztosított teret New Yorkban a hardcore-nak. Az emonak ez a hulláma, különösen a San Diegó-i színtér az emo egy kaotikusabb, agresszívebb formája, a screamo irányába alakult tovább.

### A korai emo hatásai
Kaliforniában – különösen Bay Areaban számos együttes, így a Jawbreaker és a Samiam azon munkálkodott, hogy a washingtoni „DC hangzást” populárisabb keretbe ágyazza. Andy Greenwald az előbbi zenéjét "a hardcore mogorva erejének, a kalipunk zeneírói érzékenységének és a DC emo megkínzott művésziességének héjanászának" nevezte, és ez a fajta nyersen dallamos zene hamarosan olyan új követőkre talált, mint a Still Life és a long islandi Golden Variety.
Szintén a korai 90-es években a Lifetime-hoz hasonló együttesek a saját módjukon reagáltak a youth crew típusú straight edge hardcore kimúlására és új kivezető utak keresésébe fogtak. Ezt a fajta zenét gyakran nevezték dallamos hardcorenak vagy emonak. A korábbi hardcore arcok elmetálosodására kezdetben a Lifetime a zene lassításával és lágyításával, valamint személyes dalszövegekkel reagált. Ehhez később társult a dühnek, sebességnek és dallamosságnak az a sajátos elegye, ami egyedivé tette a zenéjüket. A Lifetime zenéje, szövegvilága és stílusa olyan későbbi együttesek számára szolgált mintaként, mint a Saves The Day, a Taking Back Sunday és a The Movielife.
Ezzel egyidőben, a Converge-hez hasonló modern metalcore együttesek hatással voltak a Keleti Part emo együtteseire, amelyek közül számosra egyfajta katartikus élmény és önreflektív szövegek váltak jellemzővé.

### A második hullám (1994–2000)
Ahogy a Fugazi és a Dischord records egyre népszerűbbé vált a korai '90-es évek underground indie köreiben, számos új együttes jött létre. A Fugazi hangzását a Mission of Burma vagy a Hüsker Dü post-punk zenéjével elegyítő, új emo generáció bukkant fel.
Lehetséges, hogy a kulcsmomentum a Sunny Day Real Estate együttes Diary albumának 1994-es megjelenése volt. A Soundgarden sikere után a Sub Pop kiadó ugyanis képessé vált arra, hogy az átlagos indie kiadványoknál szokásosnál sokkal szélesebb közönség figyelmét hívja fel az albumra, például a Rolling Stone magazinban megjelentetett hirdetésekkel. Az erős kiadói háttér néhány tévés fellépést is hozott a zenekarnak, például a The John Stewart Show-ban. Ennek eredményeképpen az albumot széles körű érdeklődés fogadta.
Ahogy egyre többen és többen ismerték meg az együttest (jelentős mértékben az ekkor még gyerekcipőben járó Interneten keresztül), megkapta az 'emo' címkét. Figyelemre méltó tény, hogy noha a Fugazi nem emoegyüttesként vonult be a köztudatba, a rajongók új generációja a jelzőt a korábbi hardcore jellegzetességekkel bíró stílusról erre az indie rockhoz közelebb álló stílusra ruházta át (a teljes „emo-core” jelző sem volt szokatlan a Sunny Day számára). Az emo terminus magyarázata közben számos rajongó osztotta a stílust a régi „hardcore emo”-ra és az új „indie emo”-ra.
A következő években az "indie emo"-nak kialakultak a legfontosabb központjai.Ezek közül a legjelentősebb a Középnyugaton jött létre a '90-es évek közepén, jellemzően Chicago, Kansas City, Omaha és Milwaukee vonzáskörzetében.Ezek az együttesek nagyrészt a korábbi forrásokból merítettek, de még enyhébb zenét játszottak. Az emonak ez a típusa gyakorta „Midwestern emo” néven került említésre, fontosabb együttesei a Boy's Life és a Cap'n Jazz. A következő években számos itteni együttes vont magára jelentős figyelmet, így a The Promise Ring, a Braid, az Elliott, a Bright Eye, a Cursive és a The Get Up Kids.
Az arizonai Phoenix környéki területen is jelentős emo színtér formálódott. A Jimmy Eat World korábban punk-rockot játszó tagjai, a Fugazi és a Sunny Day Real Estate által inspirálva emo hatásokat vegyítettek a zenéjükbe, és kiadták a Static Prevails című albumot, ami az első nagy kiadónál megjelent emo lemez lett, köszönhetően annak, hogy a Jimmy Eat World már '95-ében leszerződött a Capitol Recordshoz.
Egyéb együttesek, amelyek követték az "indie emo" modellt: Christie Front Drive, Texas Is the Reason, Rainer Maria, Knapsack, Sense Field, Cross My Heart, Mineral, Pieballd, Jejune.
Furcsamód, ahogy az "indie emo" egyrejobban terjedt, számos más alkotás, amely másképpen nem került volna semmilyen kapcsolatba az "indie emo" színtérrel, a hasonló hangzásvilág miatt szintén megkapta az "emo" címkét. Az iskolapélda erre a Weezer 1996-os Pinkerton albuma, amelyet évekkel később a '90-es évek egyik meghatározó "emo" kiadványának neveztek.
Ahogy a számos emo együttes az egész Államokra kiterjedő figyelmet vonzott, számos indie kiadó tett kísérletet arra, hogy bemutassa és dokumentálja a színteret. A kései '90-es években számos emo együttes szerződött olyan indie kiadókhoz, mint a Jade Tree Records, a Saddle Creek és a Big Wheel Recreation. 1997-ben a California’s Crank! Records kiadott egy válogatást, amely a (Don’t Forget to) Breathe címet kapta, és olyan figyelemreméltó emoegyüttesek egy-egy számát tartalmazta, mint a The Promise Ring, a Christie Front Drive, a Mineral, a Knapsack és a Seven Storey Mountain. 1998-ban, a Deep Elm elindította az Emo Diaries sorozatot, amelynek első részén egyebek mellett a Jimmy Eat World-től, a Samiamtól és a Jejunetól voltak hallhatóak számok. 1999-ben a K-tel adott ki emo válogatást Nowcore: The Punk Rock Evolution néven, amelyen többek közt a Texas Is The Reason, a Mineral, a The Promise Ring, a Knapsack, a Braid, az At The Drive-In és a Jawbox szerepeltek.
Mivel a késői '90-es évek emo színtere inkább volt egy nagy nemzeti szcéna, mint a kisebb, regionális színterek összessége, nagy kiadók emoegyütteseket kezdtek szerződtetni, hogy kiaknázzák a stílus népszerűségében rejlő lehetőségeket. Számos együttes ellenállt a csábításnak, a színtér független mentalitásához való lojalitásukra hivatkozva. Többen említették a nagy kiadóhoz szerződött Jawbox és Jawbreaker együttesek félrekezeltségét és meg nem értettségét, mint indokot a távolmaradásra. A megkörnyékezett zenekarokban a felszínre jött konfliktusok a Texas Is the Reason és a Mineral esetében feloszlással jártak.
Az évtized végére az emo szó bekerült a mainstreambe. 1998 nyarán, a Teen People magazin az emót a legújabb „menő” zenei stílusnak titulálta, és a The Promise Ringet említette, mint olyan zenekart, amit figyelni érdemes. A mainstream érdeklődése számos, a függetlenséget előtérbe helyező emoegyüttest arra késztetett, hogy zeneileg irányt váltva eltávolodjon a stílustól. A következő években a Sunny Day Real Estate prog-rockosabb vonalat választott, a Jejune happy pop-rockra váltott, a The Get Up Kids és a The Promise Ring pedig lite-rock albumokat adott ki.
Noha az „indie emo” csaknem teljesen eltűnt az évtized végére, néhány együttes még mindig a Fugazi/Hüsker Dü vonalat követi, így a Thursday, a The Juliana Theory, a Jetplane landing és a Sparta is.

### Bibliográfia
- Radin, Andy. What the heck *is* emo, anyway?. Hozzáférés ideje: July 17, 2005.
- Andersen, Mark (2001). Dance Of Days, Two Decades of Punk In The Nations Capitol. Soft Skull Press. ISBN 1-887128-49-2.
- Greenwald, Andy (2003). Nothing Feels Good. St. Martin's Griffin. ISBN 0-312-30863-9.